# Maribel Verdú
Maribel Verdú, all'anagrafe María Isabel Verdú Rollán (Madrid, 2 ottobre 1970), è un'attrice spagnola, conosciuta a livello internazionale soprattutto le sue interpretazioni in Y tu mamá también - Anche tua madre (2001) di Alfonso Cuarón e Il labirinto del fauno (2006) di Guillermo del Toro.

## Biografia
Comincia la sua carriera all'età di 13 anni e da allora appare in oltre 50 film. Si è distinta per diversi ruoli nelle varie pellicole alle quali ha partecipato: nel 1986 ha avuto una parte in L'anno delle luci, nel 1988 recita nel film L'aria di un crimine, mentre nel 1991 ottiene una parte in Amantes - Amanti. La sua carriera prosegue con altri film quali Uova d'oro che ha recitato nel 1993 e anche Canción de cuna nell'anno successivo.
Nel 1999 sposa Pedro Larrañaga, figlio degli attori Carlos Larrañaga e María Luisa Merlo. Dopo quattro nomination non andate a buon fine, nel 2008 vince per la prima volta il Premio Goya per la migliore attrice protagonista grazie alla sua interpretazione nel film Siete mesas de billar francés; si ripete nel 2013 con la pellicola Blancanieves, per il quale riceve numerosi altri riconoscimenti sia dalla critica sia dal pubblico.
Accanto all'attività cinematografica conduce, fin dal 1986, un'intensa attività teatrale. Secondo alcune fonti Ben Affleck, dopo averla vista nel film Y tu mamá también - Anche tua madre, avrebbe insistito per averla nel ruolo di Elektra nel lungometraggio Daredevil, ma senza successo. Nel 2010 è protagonista del video Lola Soledad, canzone del noto cantante spagnolo Alejandro Sanz. Successivamente recita la parte di Nora Allen in The Flash un film del DC Extended Universe.

## Filmografia

### Cinema
- El orden cómico, regia di Álvaro Forqué (1986)
- 27 horas, regia di Montxo Armendáriz (1986)
- L'anno delle luci (El año de las luces), regia di Fernando Trueba (1986)
- Ana, pasión de dos mundos, regia di Santiago San Miguel (1987)
- El señor de los Llanos, regia di Santiago San Miguel (1987)
- La estanquera de Vallecas, regia di Eloy de la Iglesia (1987)
- El juego más divertido, regia di Emilio Martínez Lázaro (1988)
- Barcelona Connection, regia di Miguel Iglesias (1988)
- Sinatra, regia di Francesc Betriu (1988)
- Soldadito español, regia di Antonio Giménez Rico (1988)
- L'aria di un crimine (El aire de un crimen), regia di Antonio Isasi-Isasmendi (1988)
- Los días del cometa, regia di Luis Ariño (1989)
- Ovejas negras, regia di José María Carreño (1990)
- Badis, regia di Mohamed Abderrahman Tazi (1990)
- Amantes - Amanti (Amantes), regia di Vicente Aranda (1991)
- El sueño de Tánger, regia di Ricardo Franco (1991)
- Salsa rosa, regia di Manuel Gómez Pereira (1991)
- Belle Époque, regia di Fernando Trueba (1992)
- El beso del sueño, regia di Rafael Moreno Alba (1992)
- L'amante bilingue (El amante bilingüe), regia di Vicente Aranda (1992)
- Uova d'oro (Huevos de oro), regia di Bigas Luna (1993)
- Tres palabras, regia di Antonio Giménez Rico (1993)
- Al otro lado del túnel, regia di Jaime de Armiñán (1994)
- El cianuro... ¿solo o con leche?, regia di José Miguel Ganga (1994)
- Canción de cuna, regia di José Luis Garci (1994)
- La Celestina, regia di Gerardo Vera (1996)
- La buona stella, regia di Ricardo Franco (1997)
- Carreteras secundarias, regia di Emilio Martínez Lázaro (1997)
- Frontera Sur, regia di Gerardo Herrero (1998)
- El entusiasmo, regia di Ricardo Larraín (1998)
- Goya (Goya en Burdeos), regia di Carlos Saura (1999)
- Toreros, regia di Éric Barbier (2000)
- Sfida per la vittoria (El portero), regia di Gonzalo Suárez (2000)
- El palo, regia di Eva Lesmes (2001)
- Y tu mamá también - Anche tua madre (Y tu mamá también), regia di Alfonso Cuarón (2001)
- Black Symphony (Tuno negro), regia di Pedro L. Barbero e Vicente J. Martín (2001)
- Lisístrata, regia di Francesc Bellmunt (2002)
- Tiempo de tormenta, regia di Pedro Olea (2003)
- Jericho Mansions, regia di Alberto Sciamma (2003)
- Il labirinto del fauno (El laberinto del fauno), regia di Guillermo del Toro (2006)
- El niño de barro, regia di Jorge Algora (2007)
- La zona, regia di Rodrigo Plá (2007)
- Siete mesas de billar francés, regia di Gracia Querejeta (2007)
- Oviedo Express, regia di Gonzalo Suárez (2007)
- Gente de mala calidad, regia di Juan Cavestany (2008)
- Los girasoles ciegos, regia di José Luis Cuerda (2008)
- Segreti di famiglia (Tetro), regia di Francis Ford Coppola (2009)
- 1395 dana bez crvene, regia di Anri Sala e Sejla Kameric (2011)
- I destini dell'amore (e tu ventana a la mía), regia di Paula Ortiz (2011)
- Fin, regia di Jorge Torregrossa (2012)
- Blancanieves, regia di Pablo Berger (2012)
- Due uomini, quattro donne e una mucca depressa (Como estrellas fugaces), regia di Anna Di Francisca (2012)
- 15 años y un día, regia di Gracia Querejeta (2013)
- La vida inesperada, regia di Jorge Torregrossa (2013)
- Los hijos de Kennedy, regia di José María Pou (2013)
- Felices 140, regia di Gracia Querejeta (2015)
- Se permetti non parlarmi di bambini! (Sin hijos), regia di Ariel Winograd (2015)
- Il faro delle orche (El faro de las orcas), regia di Gerardo Olivares (2016)
- La punta del iceberg, regia di David Cánovas (2016)
- Llueven vacas, regia di Fran Arráez (2017)
- Abracadabra, regia di Pablo Berger (2017)
- Sin rodeos, regia di Santiago Segura (2018)
- Ola de crímenes, regia di Gracia Querejeta (2018)
- Superlópez, regia di Javier Ruiz Caldera (2018)
- El doble más quince, regia di Mikel Rueda (2019)
- The Goya Murders - L'arte di uccidere (El asesino de los caprichos), regia di Gerardo Herrero (2019)
- El año de la furia, regia di Rafa Russo (2021)
- Historias para no contar, regia di Cesc Gay (2022)
- Raymond & Ray, regia di Rodrigo García (2022)
- The Flash, regia di Andy Muschietti (2023)
- Uno dovrà morire (Uno para morir), regia di Manolo Cardona (2023)
- Invito a un assassinio (Invitation à un assassinat), regia di Josè Manuel Cravioto (2023)
- Familia, regia di Rodrigo García (2023)

### Televisione
- La huella del crimen - serie TV, 1 episodio (1985)
- Segunda enseñanza - serie TV, 1 episodio (1986)
- Nunca se sabe - serie TV, 4 episodi (1986)
- Turno de oficio - serie TV, 1 episodio (1986)
- Don Juan itinerante, regia di Antonio Guirau – film TV (1987)
- Vida privada - serie TV, 4 episodi (1987)
- El mundo de Juan Lobón - serie TV, 2 episodi (1989)
- Los jinetes del alba – serie TV, 5 episodi (1990)
- Pájaro en una tormenta - serie TV, 1 episodi (1990)
- La grande collection - serie TV, 1 episodio (1990)
- Historias del otro lado - serie TV, 1 episodio (1991)
- La femme et le pantin, regia di Mario Camus – film TV (1992)
- Hermanos de leche - serie TV, 1 episodio (1994)
- Canguros – serie TV, 54 episodi (1994-1997)
- Más que amigos - serie TV, 1 episodio (1998)
- Ellas son así – serie TV, 22 episodi (1999)
- Código fuego – serie TV, 6 episodi (2003)
- 7 vidas - serie TV, 1 episodio (2004)
- Mar rojo, regia di Enrique Alberich – film TV (2005)
- ¿Qué fue de Jorge Sanz? - serie TV, 1 episodi (2010)
- Non puoi nasconderti (No te puedes esconder) – serie TV, 10 episodi (2019)
- Ana Tramel. El juego – serie TV, 6 episodi (2021)
- Now and Then – serie TV, 8 episodi (2022)
- Élite - serie TV, 8 episodi (2023)

## Riconoscimenti
- Premio Ariel
  - 2007 – Miglior attrice per Il labirinto del fauno (El laberinto del fauno)

## Doppiatrici italiane
Nelle versioni in italiano delle opere in cui ha recitato, Maribel Verdú è stata doppiata da:
- Stella Musy in Y tu mamá también - Anche tua madre
- Claudia Catani in Belle Époque
- Giulia Boschi in Goya
- Antonella Baldini in Il labirinto del fauno
- Laura Romano in Segreti di famiglia
- Rita Baldini in Amantes - Amanti
- Laura Boccanera ne La zona
- Olivia Manescalchi in La buona stella
- Mascia Musy in Uova d'oro
- Selvaggia Quattrini in Abracadabra
- Ilaria Latini in The Flash
- Francesca Manicone in Invito a un assassino
- Maura Cenciarelli in Familia